# Kawasaki ZZ-R 1100
Kawasaki ZZR 1100 – motocykl firmy Kawasaki zaprezentowany w roku 1990. Firma Kawasaki długo szczyciła się posiadaniem tego najszybszego motocykla modelu turystycznego ZZ-R 1100. Motocykl był najszybszą maszyną przez 6 lat od 1990–1996, kiedy zdetronizowany został przez motocykl marki Honda CBR 1100XX Blackbird.

## ZZR 1100 C1, C2, C3, C4

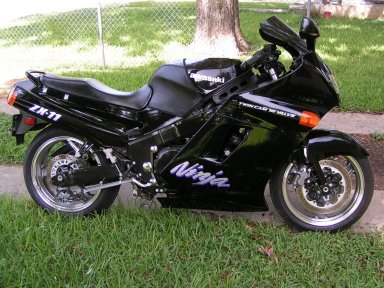
ZZR 1100-C3 1992r

Modele produkowane kolejno w latach 1990, 1991, 1992, 1993
- Masa suchego motocykla 228 kg
- zbiornik paliwa 21 l
- opona tylna 170/55 ZR17
- tarcze hamulcowe przód 310 mm

## ZZR 1100 D1, D2, D3, D4, D5, D6, D7, D8, D9

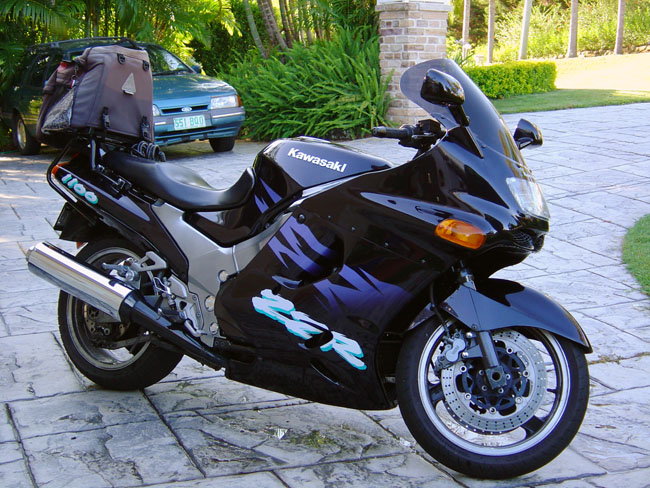
ZZR 1100-D9 2001r

Wersja po faceliftingu i kolejne modele z lat 1993, 1994, 1995, 1996, 1997, 1998, 1999, 2000, 2001
- Masa suchego motocykla 233 kg
- zbiornik paliwa 24 l
- opona tylna 180/55 ZR17
- tarcze hamulcowe przód 320 mm